# Malick Thiam
Pour les articles homonymes, voir Thiam.
El Hadji Malick Thiam, né le 31 décembre 1982 à Kaolack, est un coureur cycliste sénégalais.

## Biographie
Figure du cyclisme national, Malick Thiam a obtenu plusieurs podiums sur des courses du continent africain au cours des années 2000, notamment au Tour du Cameroun ou au Tour du Sénégal. En 2012, il est sacré champion du Sénégal sur route.
En 2015, il termine troisième du Tour du Bénin.

## Palmarès
- 2012
  -  Champion du Sénégal sur route
- 2015
  - 2e du championnat du Sénégal sur route
  - 3e du Tour du Bénin
- 2017
  - 3e du championnat du Sénégal sur route

## Classements mondiaux
| Année           | 2006 | 2007 |
| --------------- | ---- | ---- |
| UCI Africa Tour | 97e  | 98e  |